# Lobocleta incarnata
Lobocleta incarnata är en fjärilsart som beskrevs av Paul Dognin 1902. Lobocleta incarnata ingår i släktet Lobocleta och familjen mätare. Inga underarter finns listade i Catalogue of Life.